# Relações entre Chade e Israel
As relações entre Chade e Israel referem-se às relações diplomáticas entre a República do Chade e o Estado de Israel.
Em 1960, Israel reconheceu o Chade quando alcançou a independência da França. Em 10 de janeiro de 1961, Chade e Israel estabeleceram relações diplomáticas. Em 1962, Israel abriu uma embaixada em Fort-Lamy. Inicialmente, ambos os estados mantiveram relações de amizade. Em 1965, o presidente chadiano, François Tombalbaye, fez uma visita oficial a Israel.
Em novembro de 1972, o Chade cortou relações com Israel, seguindo uma tendência entre outras nações da África subsaariana, sob pressão para romper as relações com Israel pelo coronel Muammar Gaddafi, da Líbia. Embora ambas as nações não tivessem relações diplomáticas formais, as relações informais continuaram e Israel teria vendido armas ao governo do Chade para ajudá-las durante a Guerra Civil do Chade. Mais recentemente, Israel forneceu armas e fundos para o Chade para ajudar a luta do país contra os rebeldes no norte.
Em julho de 2016, o diretor-geral do Ministério das Relações Exteriores de Israel, Dore Gold, encontrou-se com o presidente do Chade, Idriss Déby, no palácio presidencial na cidade de Fada, no norte do Chade. Em novembro de 2018, Déby chegou a Israel e fez uma visita oficial ao país. Durante a visita, Déby reuniu com o primeiro-ministro Benjamin Netanyahu e com o presidente Reuven Rivlin. Ambas as nações expressaram suas intenções de restabelecer relações diplomáticas e discutiram planos para Netanyahu fazer uma visita oficial ao Chade.
Em janeiro de 2019, Netanyahu fez uma visita oficial à capital chadiana, N'Djamena, onde se encontrou com Déby. As relações diplomáticas foram restauradas entre as duas nações e vários acordos bilaterais foram assinados. Os detalhes dos acordos comerciais não foram divulgados, embora fontes de segurança chadianas tenham alegado que o fornecimento de armas por Israel foi garantido para uso no combate aos rebeldes islâmicos no norte do país. Netanyahu descreveu o acordo como um momento histórico para os dois países. O correspondente do Jerusalem Post, Herb Keinon, argumenta que o Chade beneficiará de laços mais próximos de segurança, informação e tecnologia com Israel e melhor acesso aos Estados Unidos, um importante aliado de Israel.
Em 20 de janeiro de 2019, a base da MINUSMA em Aguelhok foi atacada por militantes. O ataque foi repelido, mas 10 soldados, membros das forças de paz chadianas da ONU foram mortos, e outros 25 ficaram feridos. Os atacantes chegaram a bordo de vários veículos armados. Vários dos agressores teriam morrido. A Al-Qaeda no Magrebe Islâmico alegou a responsabilidade pelo ataque, e afirmou que foi um ataque retaliatório à recente visita ao Chade feita pelo primeiro-ministro de Israel, Benjamin Netanyahu, e à subsequente normalização das relações diplomáticas. O secretário-geral da ONU, António Guterres, condenou o ataque, que descreveu como "complexo".